# Bahnhof Novi Beograd
Der Bahnhof Novi Beograd (serbisch Железничка станица Нови Београд Železnička stanica Novi Beograd) ist einer der drei zentralen Bahnhöfe Belgrads und momentan der einzige, der im Großprojekt des Eisenbahnknotens von Belgrad auch vom Fernverkehr bedient wird. Der als Zentralbahnhof des Stadtteils Novi Beograd angelegte Durchgangsbahnhof soll insbesondere Hochgeschwindigkeitszugverbindungen innerhalb des Paneuropäischen Verkehrskorridors X ermöglichen sowie die Belgrader S-Bahn Beovoz an den Eisenbahnfernverkehr in Belgrad anbinden.

## Funktion des Bahnhofs Novi Beograd
Die Anlage des Bahnhofs Novi Beograd stellt das links der Save gelegene Pendant zum rechtsseitigen Bahnhof Belgrad Zentrum im Konzept der schienengebundenen Verkehrsleitung in Belgrad des Eisenbahnknotens Belgrad dar, wobei der Bahnhof den Verknüpfungspunkt für die hier zusammenlaufenden Linien verschiedener Verkehrsträger bildet.
Baulich gesehen stellt der Bahnhofskomplex einen Durchgangsbahnhof dar.

### Fern- und Regionalbahnstrecken
Alle Regionalzüge, die Belgrad aus Norden bzw. Westen anfahren, halten in Novi Beograd. Daneben halten hier auch einige Fernzüge sowie vier Linien des Belgrader S-Bahn-Systems Beovoz.

## Struktur, Architektur und Anbindung

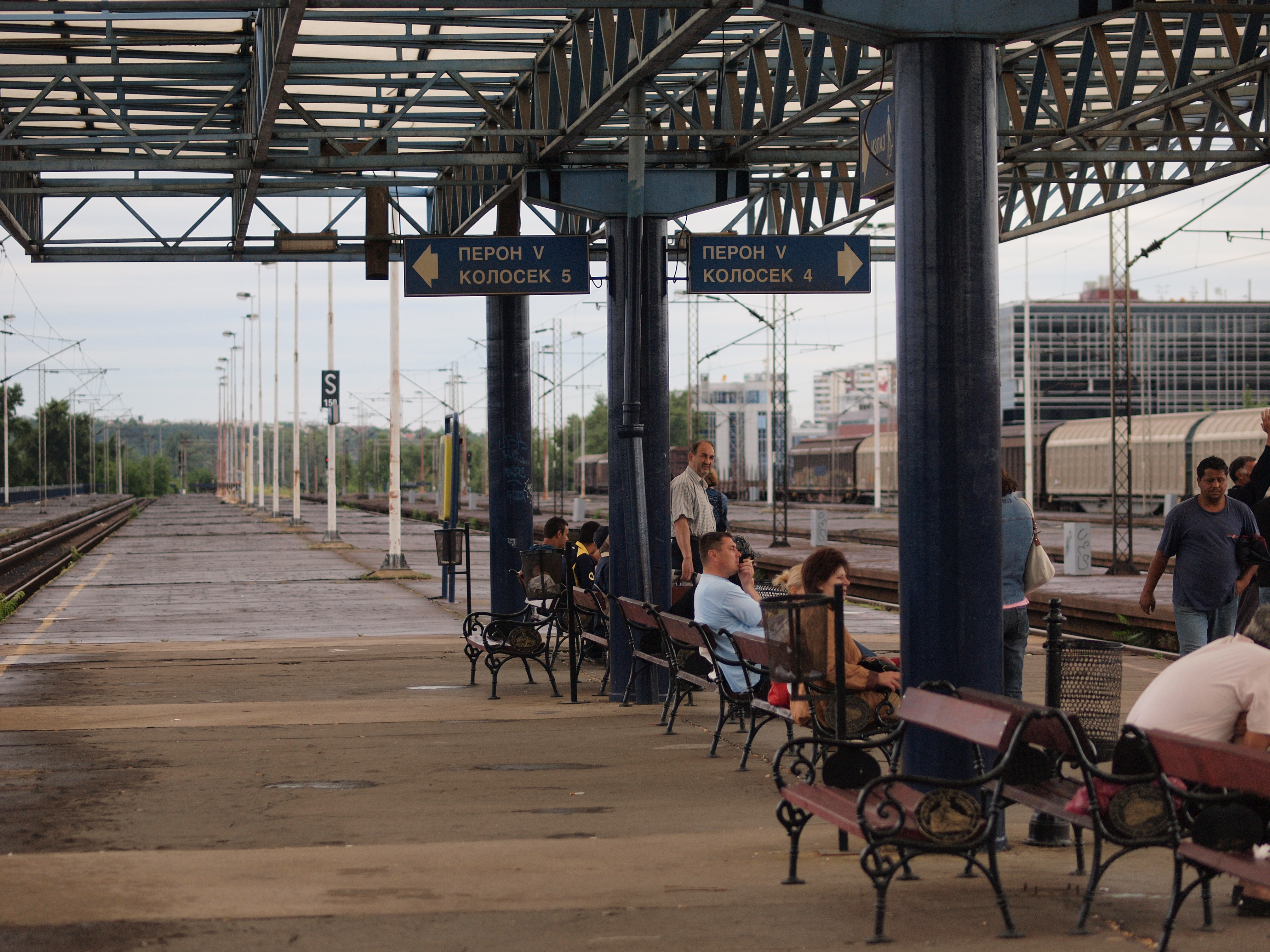
Ansicht des Bahnhofs

Der Bahnhof Novi Beograd ist auf der zentralen Achse in Novi Beograd vom Palata Srbije über die Belgrad-Arena zum Bahnhof und der Universitätssiedlung Belville gelegen.

### Anbindung der Station an die Verkehrsinfrastruktur
Der Bahnhof liegt direkt am Paneuropäischen Verkehrskorridor X und der Autobahn E 10. Er ist integraler Bestandteil des Eisenbahnkorridors X und ist an das ÖPNV-System in Belgrad über Trambahnen und Busse angebunden. Damit stellt der Bahnhof den momentan an das Verkehrsnetz am besten angebundenen Fernverkehrsbahnhof der Stadt dar. Zum Bahnhof  parallel verläuft im Norden der Bulevar Milutina Milankovica, im Süden der Bulevar Jurija Gagarina. Der Bahnhof ist zudem direkt an den Bulevar Spanskih boraca und Bulevar Proleterske solidarnosti angeschlossen.

## Geschichte
Der neue Bahnhof Novi Beograd ist als integraler Bestandteil des Großprojekts des Eisenbahnknotens Belgrad seit 1977 eingerichtet. Neben dem Bahnhof Zentrum ist er das zweite Standbein des Eisenbahnknotens der Stadt. 